# Johannes Berg (Jurist)
Johannes Berg (* 1. Oktober 1969 in Groß-Gerau) ist ein deutscher Jurist. Er ist seit dem 1. September 2016 Richter am Bundesgerichtshof.

## Leben und Wirken
Nach dem Abitur 1988 am Fürst-Johann-Ludwig-Gymnasium in Hadamar absolvierte Berg während seines Zivildienstes eine Ausbildung zum Rettungssanitäter. Anschließend studierte er Rechtswissenschaft an der Universität Würzburg. Berg promovierte 1999 mit einer strafrechtlichen Dissertation. 1999 trat er in den Justizdienst des Freistaats Bayern ein. Er war zunächst bei der Staatsanwaltschaft Coburg tätig. 2001 erfolgte seine Ernennung zum Richter am Amtsgericht in Kronach. 2005 bis 2008 war er als wissenschaftlicher Mitarbeiter an den Bundesgerichtshof, anschließend bis 2009 an das Oberlandesgericht Bamberg abgeordnet. 2009 erfolgte seine Beförderung zum Staatsanwalt als Gruppenleiter in Coburg, wo er bis 2013 tätig war. Anschließend wechselte er als Richter am Oberlandesgericht an das Oberlandesgericht Bamberg.